# Alberto Malesani
Alberto Malesani (Verona, 5 giugno 1954) è un allenatore di calcio italiano.
Dopo una modesta carriera da calciatore, dove ha vestito la maglia dell'Audace SME, nella prima metà degli anni 1990 ha esordito sulla panchina del Chievo, squadra a cui ha legato il suo nome nei primi anni da allenatore. Nel suo palmarès può vantare la vittoria di tre titoli con il Parma: una Coppa Italia (1998-1999), una Coppa UEFA (1998-1999) e una Supercoppa italiana (1999).
È, a pari merito con Carlo Mazzone, l'allenatore che si è seduto su più diverse panchine nella storia della Serie A, allenando in tutto 11 club.

## Biografia
È nato nel quartiere veronese di San Michele Extra. Sposato, dal matrimonio ha avuto due figlie: Giulia e Valentina.
Amante del buon vino, ha comprato un terreno a Verona in cui nel 2003 ha fondato la sua azienda agricola, La Giuva, con la quale, avvalendosi della collaborazione di un amico enologo, ha prodotto Valpolicella e Amarone. Il nome dell'azienda derivava dall'insieme dei nomi delle figlie e dal riferimento all'uva. All'inizio del 2023 vende l'azienda agricola e si ritira definitivamente a vita privata.

## Caratteristiche tecniche

### Giocatore
Era un centrocampista con buon senso tattico. Il suo rendimento era limitato a causa della scarsa velocità di movimento.

### Allenatore
Ha utilizzato per molto tempo il modulo 3-4-3, con gioco offensivo. Successivamente è passato al 4-3-1-2 e al 4-3-3.
Le sue squadre giocavano con una mentalità offensiva, affidando la gestione della palla in larga parte ai centrocampisti, mentre i difensori coprivano i primi 30-40 m. Tale modo di impostare il gioco era ispirato a quello dell'olandese Louis van Gaal, innovativo e lungimirante rispetto alla scuola tattica italiana di cui è principale esponente.

## Carriera

### Giocatore
Cresciuto nelle giovanili della squadra veronese Audace SME, formazione del suo quartiere di nascita, militò poi per un periodo relativamente breve nella Primavera del Lanerossi Vicenza, al termine del quale fece ritorno nella sua vecchia formazione dove ebbe modo d'esordire in prima squadra. La sua carriera da calciatore fu breve: dopo aver vinto un campionato di Serie D nel 1976-1977 con la squadra rossonera, decise di ritirarsi.

### Allenatore

#### Gli inizi, Chievo

Malesani alla guida del nella stagione 1994-1995

Dopo il ritiro da calciatore trovò lavoro nella sezione logistica della multinazionale del settore ottico Canon.
La sua carriera di allenatore cominciò nel 1990, quando venne chiamato a guidare la squadra Primavera del Chievo. Lasciato il lavoro alla Canon per dedicarsi al calcio a tempo pieno, si occupò nel primo periodo anche della campagna abbonamenti e dei contratti dei giocatori. Divenuto vice della prima squadra, nel 1993 fu promosso alla guida dei clivensi in Serie C1, portandoli subito alla prima, storica promozione in Serie B e gettando le basi per quello che in futuro verrà denominato miracolo Chievo. Con la squadra disputò poi tre stagioni tra i cadetti, arrivando rispettivamente al 13º, al 14º ed al 7º posto.

#### Fiorentina
Nel 1997 si spostò alla Fiorentina, dove firmò un contratto annuale con opzione per anno seguente.
Presentato insieme alla squadra a luglio, ricevette l'approvazione della tifoseria. A Firenze completò il processo di trasformazione di Rui Costa da fantasista a regista di centrocampo, proseguendo il lavoro del precedente allenatore Claudio Ranieri. L'esordio in campionato fu positivo, con vittoria alla prima giornata.
Nelle giornate seguenti la squadra viola subì alcune sconfitte (3 consecutive) e spesso il gioco espresso non fu all'altezza delle aspettative, tanto che a inizio dicembre incominciarono i primi screzi con il presidente Vittorio Cecchi Gori, in occasione dei quali il tecnico fu comunque difeso dalla squadra ed anche della tifoseria. In seguito la Fiorentina conquistò risultati utili consecutivi (vittorie con Milan e Juventus), esprimendo gioco positivo e difesa solida.

Malesani (a sinistra) alla, mentre saluta il collega Luciano Spalletti dell' in occasione del derby toscano del 28 settembre 1997

In seguito sorsero problemi con il neo acquisto Edmundo, il quale non accettava di essere relegato in panchina da Malesani, che sfociarono in un nuovo diverbio con Cecchi Gori, il quale si rifiutò di rinnovare il contratto al tecnico veronese finché non fosse stata raggiunta la qualificazione in Coppa UEFA; ancora una volta spogliatoio (in particolare Rui Costa e Gabriel Batistuta) e città erano invece schierati dalla sua parte. Ad aprile l'allenatore si accordò per il passaggio al Parma. Concluse il campionato con la squadra viola al 5º posto, con qualificazione in Coppa UEFA.

#### Parma
Passato al Parma dell'ambizioso presidente Calisto Tanzi, nel 1999 lo portò a vincere Coppa Italia, Supercoppa italiana e Coppa UEFA. Il rapporto tra Malesani, tifoseria e società fu conflittuale: la società voleva vincere il campionato e allestì una squadra che Tanzi considerava la più forte d'Italia, ma alla fine chiuse il campionato al 4º posto, risultato che fu messo in discussione da società e tifoseria. Alla fine del 1999 si classificò terzo, dietro a due leggende come Sir Alex Ferguson e Valerij Lobanovs'kyj, nella classifica dei migliori allenatori UEFA.

Malesani sulla panchina del nella stagione 1998-1999

Nella stagione 1999-2000 giunse 5º in campionato e ai quarti di Coppa italia. Nel campionato 2000-2001 fu esonerato dopo la 13ª giornata, l'8 gennaio 2001, nella quale il Parma fu sconfitto in casa 2-0 dalla Reggina. Nel frattempo, l'11 novembre del 2000, fu vittima di in terribile incidente stradale in cui il tecnico rischiò la vita, mentre era di rientro a Parma per andare a far visita in un ospedale. Fortunatamente ne uscì in condizioni buone, salvandosi per miracolo. Malesani fu il primo allenatore esonerato al Parma dalla famiglia Tanzi, proprietaria dell'azienda alimentare Parmalat e, attraverso di essa, azionista di maggioranza della squadra emiliana dal 1990. Tifoseria e società gli imputarono lo scarso rapporto con la città ed il fatto di non essere mai riuscito in tre anni a lottare per vincere lo scudetto nonostante avesse avuto a disposizione una squadra forte.

#### Verona
Il 4 luglio 2001 Malesani tornò nella sua città, firmando questa volta con il Verona. Nella prima parte di stagione la squadra ottenne gioco e risultati positivi, tra cui la vittoria contro la sua storica ex squadra, il Chievo, nel derby veronese, in cui l'allenatore venne aspramente criticato per la sua esultanza al termine della partita, in particolare dai tifosi clivensi. A febbraio il contratto gli fu rinnovato con la squadra al 7º posto in classifica. L'allenatore ha rivelato anni dopo che in quel periodo, visti i buoni risultati con la squadra scaligera, era stato contattato per allenare il Milan nella stagione successiva, a condizione che avesse ripetuto le buone prestazioni dell'andata nel girone di ritorno. A partire da questo momento, una serie negativa di risultati portò l'Hellas a lottare per evitare la retrocessione. All'ultima giornata, nonostante un pareggio fosse sufficiente per rimanere nella massima serie, i veneti persero 3-0 contro il Piacenza e retrocessero in Serie B. La retrocessione del 2002 con il Verona è considerata lo spartiacque negativo nella carriera di Malesani, il quale ha ammesso di essere stato segnato profondamente da tale evento, sia a livello professionale che a livello personale.
Malesani restò alla guida della squadra in B. Viste le difficoltà economiche della squadra, che aveva venduto alcuni giocatori, il tecnico decise personalmente di decurtarsi lo stipendio del 40%. Un negativo inizio di campionato mise in dubbio la continuazione del rapporto con la società veneta. La vittoria nel derby regionale contro il Vicenza permise a Malesani di mantenere la panchina. Concluse il campionato al 13º posto terminando l'esperienza al Verona, conquistando una salvezza inizialmente creduta quasi impossibile.

#### Modena
Per il campionato successivo fu chiamato a guidare, in Serie A, il Modena, con contratto annuale. La stagione incominciò positivamente, con la squadra al 5º posto in classifica dopo sei giornate; al termine del girone di andata il Modena subì una flessione di risultati ed a marzo, dopo la sconfitta con il Lecce, cominciarono a circolare voci su un probabile licenziamento del tecnico veronese. Nacquero problemi e polemiche tra la squadra e Malesani, che non riusciva a gestire lo spogliatoio, apparso rassegnato ed in scarsa condizione fisica. La società, che non aveva mai difeso Malesani, lo esonerò il 22 marzo dopo la sconfitta in casa subìta dalla Reggina nello scontro diretto per la salvezza (26ª giornata), sostituendolo con Gianfranco Bellotto, con la squadra in quart'ultima posizione che aveva vinto una volta nelle ultime 18 giornate.

#### Panathinaikos
Dopo essere rimasto inattivo per quasi un anno, Malesani diede inizio alla sua unica esperienza all'estero, firmando un contratto biennale con la società greca del Panathīnaïkos, di cui aveva già rifiutato una proposta nel luglio 2001. L'allenatore prese le redini della squadra il 16 febbraio 2005 e la guidò al 2º posto in campionato, a un punto dall'Olympiacos, conquistando la qualificazione ai preliminari di Champions League.
La stagione seguente, nella massima competizione europea, dopo aver eliminato ai preliminari il Wisła Cracovia, la squadra greca venne inserita nel girone con Barcellona, Udinese e Werder Brema. Inizialmente Malesani guidò la squadra a una vittoria con i tedeschi e a un pareggio con gli spagnoli, seguiti da tre sconfitte consecutive che ne decretarono l'eliminazione. In campionato, la prima parte dell'anno fu negativa, con la squadra che perse anche contro Olympiakos e AEK Atene.
I tifosi fischiarono il tecnico veronese e la situazione si complicò ulteriormente dopo la sconfitta rimediata a inizio dicembre con l'Atromītos, che mise a rischio la panchina di Malesani. Proprio in questo periodo, precisamente il 15 dicembre 2005, in seguito al pareggio interno con l'Īraklīs, Malesani tenne una conferenza stampa destinata ad entrare nella storia del calcio, nella quale si definì una persona che lavora «24 ore al giorno, tutti i giorni» e si infuriò con i tifosi e con i giornalisti greci, i quali, a suo giudizio, anziché sostenere la squadra, la criticavano soltanto per creare sterili e inutili polemiche ai danni del tecnico. Nella seconda parte di stagione si riavvicinò alla testa della classifica, concludendo il campionato al terzo posto. A fine aprile annunciò che sarebbe tornato in Italia per ragioni familiari, interrompendo a fine stagione il rapporto con la squadra greca.

#### Udinese
Dopo alcuni mesi di inattività, il 16 gennaio 2007 venne chiamato alla guida dell'Udinese, in Serie A, al posto dell'esonerato Giovanni Galeone. Il contratto prevedeva che il tecnico veneto sarebbe dovuto rimanere alla guida del club friulano fino al 2008, ma alla fine la sua esperienza terminò alla conclusione del campionato. Malesani modificò subito l'impronta tattica della squadra, adottando un modulo con difesa a tre uomini e dalla propensione offensiva, e all'esordio riuscì a cogliere la vittoria, ottenendo giudizi positivi riguardo al gioco espresso dalla squadra. Dopo alcuni risultati senza vittorie, l'Udinese tornò ai tre punti con il Livorno. Nel frattempo il tecnico ebbe uno scontro a distanza con il suo predecessore Galeone, del quale aveva fortemente criticato l'operato. Alla penultima giornata la sua squadra batté il Milan e ottenne il decimo posto in campionato. Pochi giorni più tardi venne annunciato l'ingaggio da parte dell'Udinese del nuovo tecnico Pasquale Marino, che prese il suo posto.

#### Empoli
Il 26 novembre 2007 venne chiamato alla guida dell'Empoli in sostituzione dell'esonerato Luigi Cagni. Esordì con una sconfitta a Parma per 1-0, a cui seguirono discreti risultati (tra cui l'affermazione per 4-1 contro il Cagliari, con il poker del centravanti Nicola Pozzi). In Coppa Italia vinse 2-1 all'andata degli ottavi contro la Juventus, ma nella gara di ritorno perse 5-3 e venne eliminato. Il prosieguo vide un calo di risultati della squadra, perdendo punti importanti contro Reggina (1-1) e Livorno (sconfitta per 1-0), diretti concorrenti per la salvezza. L'Empoli chiuse il girone d'andata al penultimo posto con 16 punti. L'inizio del girone di ritorno, con tre vittorie consecutive contro Lazio per 1-0, Napoli per 3-1 al San Paolo e Catania, altra diretta concorrente per la salvezza, per 2-0, sembrarono rilanciare l'Empoli e la carriera del tecnico stesso dopo un periodo non esaltante della sua carriera. Il 31 marzo 2008 Malesani venne esonerato dopo una serie di 6 sconfitte nelle ultime 7 gare (l'ultima casalinga per 0-2 contro la Sampdoria) che portarono la squadra all'ultimo posto in classifica con 26 punti; al suo posto sulla panchina dei toscani tornò Cagni.

#### Siena
Dopo quasi due anni di inattività in cui aveva pensato anche di abbandonare il mondo del calcio, il 23 novembre 2009 venne ingaggiato, insieme al vice Ezio Sella, come tecnico del Siena, ultimo in classifica in Serie Aa sei punti, in sostituzione dell'esonerato Marco Baroni, suo allenatore in seconda ai tempi del Verona. L'inizio di questa esperienza fu negativo, con una sconfitta in Coppa Italia subita dal Novara, squadra di Lega Pro, e una in campionato. Giunsero poi due vittorie, con l'applicazione anche di moduli tattici molto offensivi, e una serie di sconfitte che fecero rischiare al tecnico l'esonero. Dalla ventiquattresima giornata i risultati furono altalenanti, sino alla sconfitta con l'Atalanta, diretta rivale per la conquista della salvezza, che portò i toscani a retrocedere in Serie B. La retrocessione divenne aritmetica alla terzultima giornata di campionato; all'ultima gara di campionato, persa contro l'Inter, Malesani venne comunque applaudito dai tifosi toscani. Lasciò il Siena a fine stagione.

#### Bologna

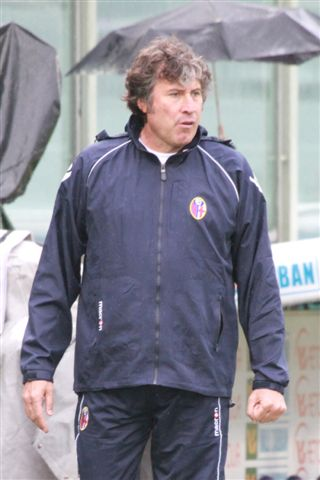
Malesani alla guida del nel 2011

Il 1º settembre 2010, alla vigilia della seconda giornata di campionato, venne ingaggiato come allenatore del Bologna, società nella quale all'epoca era da poco entrato come azionista di maggioranza e presidente l'imprenditore sardo Sergio Porcedda, in sostituzione di Franco Colomba, che aveva condotto la preparazione estiva. Con una rosa rinnovata, sempre ad opera della nuova dirigenza, e con la salvezza come obiettivo, Malesani subentrò ufficialmente in panchina alla seconda giornata con una sconfitta per 3-1 contro la Lazio. Nelle settimane seguenti il lavoro dell'allenatore veronese consentì alla squadra di rimanere costantemente al di sopra del terzultimo posto.
Dalla metà di novembre 2010 il Bologna del presidente Porcedda non riuscì più a pagare gli stipendi e per tale motivo incappò in una penalizzazione immediata di un punto in classifica, al quale nel gennaio 2011 se ne aggiunsero altri due, ed attraversò pesanti contestazioni da parte della tifoseria, venendo rimesso in vendita ed acquisito da una cordata guidata da Massimo Zanetti, proprietario dell'azienda produttrice di caffè Segafredo Zanetti; durante tale difficile periodo Malesani fu in grado di tenere unito il gruppo dei giocatori, facendo esprimere loro determinazione, concentrazione e risultati. Attraverso risultati come la vittoria del 26 febbraio 2011 per 2-0 a Torino contro una Juventus in piena crisi e grazie anche alla vena realizzativa del capitano rossoblu, il centravanti Marco Di Vaio, a marzo la salvezza fu acquisita e si sarebbero potuti ipotizzare obiettivi più ambiziosi. I successivi due punti realizzati nelle ultime otto partite, tuttavia, fecero venire meno il rapporto di fiducia con l'allenatore, al quale non fu mai proposto il rinnovo del contratto. Terminò il campionato con la sconfitta casalinga per 4-0 contro il Bari ed il 16º posto; il 26 maggio 2011 la società comunicò l'ingaggio di Pierpaolo Bisoli come nuovo allenatore per la stagione successiva.

#### Genoa
Il 19 giugno 2011 diventò il tecnico del Genoa. Esordì con la squadra il 20 agosto 2011 in Genoa-Nocerina (4-3). Il 1º dicembre 2011, dopo la sconfitta contro il Cesena, in un'altra conferenza stampa rimasta celebre, Malesani si scagliò di nuovo contro i cronisti, accusandoli di averlo definito "mollo" e di essere, per tale motivo, irrispettosi nei confronti del suo lavoro.
Il 18 dicembre 2011 raggiunse la 100ª vittoria in Serie A, superando il Bologna al Ferraris per 2-1. Il 22 dicembre 2011 venne esonerato dopo la sconfitta per 6-1 contro il Napoli, venendo sostituito da Pasquale Marino. Il 2 aprile 2012 tornò sulla panchina del Genoa al posto di Marino, esonerato in seguito alla sconfitta per 5-4 con l'Inter. Il 22 aprile fu nuovamente esonerato dal presidente Enrico Preziosi dopo la sconfitta in casa per 4-1 contro il Siena, venendo sostituito da Luigi De Canio. In totale, nella sua esperienza genoana, ha ottenuto 23 punti, frutto di 6 vittorie, 5 pareggi e 8 sconfitte.

#### Palermo
Il 5 febbraio 2013 venne ingaggiato come allenatore del Palermo in sostituzione di Gian Piero Gasperini, con un contratto da 350 000 euro fino al successivo mese di giugno, rinnovabile automaticamente per un altro anno in caso di salvezza, con un bonus di 150 000 euro. Il suo staff era composto dal vice Ezio Sella, dai preparatori atletici Paolo Aiello e Antonio Raione e dal preparatore dei portieri Franco Paleari. Nell'esordio di cinque giorni dopo ottenne il pareggio per 1-1 contro il Pescara. Successivamente ottenne altri due pareggi, contro il Chievo per 1-1 e contro il Genoa per 0-0, a seguito dei quali, il 24 febbraio, dopo soli 21 giorni, venne esonerato dal presidente Maurizio Zamparini in favore del ritorno di Gasperini. Chiuse quindi l'esperienza in rosanero con tre pareggi.

#### Sassuolo, inattività e ritiro
Il 29 gennaio 2014 venne ingaggiato dal Sassuolo per sostituire l'esonerato Eusebio Di Francesco. Il 3 marzo successivo, dopo aver raccolto 5 sconfitte in 5 partite (contro Verona, Inter, Napoli, Lazio e Parma), venne esonerato dalla società neroverde, che al suo posto richiamò Di Francesco.
Il 1º novembre 2020, dopo aver trascorso 6 anni senza aver ricevuto alcun incarico, annuncia di abbandonare ufficialmente la carriera di allenatore per dedicarsi a tempo pieno alle proprie vigne.

## Statistiche

### Statistiche da allenatore
In grassetto le competizioni vinte.
| Stagione             | Squadra              | Campionato           | Campionato | Campionato | Campionato | Campionato | Coppe nazionali | Coppe nazionali | Coppe nazionali | Coppe nazionali | Coppe nazionali | Coppe continentali | Coppe continentali | Coppe continentali | Coppe continentali | Coppe continentali | Altre coppe | Altre coppe | Altre coppe | Altre coppe | Altre coppe | Totale | Totale | Totale | Totale | % Vittorie | Piazzamento        |
| Stagione             | Squadra              | Comp                 | G          | V          | N          | P          | Comp            | G               | V               | N               | P               | Comp               | G                  | V                  | N                  | P                  | Comp        | G           | V           | N           | P           | G      | V      | N      | P      | %          | Piazzamento        |
| -------------------- | -------------------- | -------------------- | ---------- | ---------- | ---------- | ---------- | --------------- | --------------- | --------------- | --------------- | --------------- | ------------------ | ------------------ | ------------------ | ------------------ | ------------------ | ----------- | ----------- | ----------- | ----------- | ----------- | ------ | ------ | ------ | ------ | ---------- | ------------------ |
| 1993-1994            | Chievo               | C1                   | 34         | 19         | 11         | 4          | CI-C            | 6               | 4               | 0               | 2               | -                  | -                  | -                  | -                  | -                  | -           | -           | -           | -           | -           | 40     | 23     | 11     | 6      | 57,50      | 1º (prom.)         |
| 1994-1995            | Chievo               | B                    | 38         | 10         | 14         | 14         | CI              | 3               | 0               | 2               | 1               | -                  | -                  | -                  | -                  | -                  | -           | -           | -           | -           | -           | 41     | 10     | 16     | 15     | 24,39      | 13º                |
| 1995-1996            | Chievo               | B                    | 38         | 9          | 20         | 9          | CI              | 2               | 1               | 1               | 0               | -                  | -                  | -                  | -                  | -                  | -           | -           | -           | -           | -           | 40     | 10     | 21     | 9      | 25,00      | 14º                |
| 1996-1997            | Chievo               | B                    | 38         | 12         | 18         | 8          | CI              | 2               | 1               | 0               | 1               | -                  | -                  | -                  | -                  | -                  | -           | -           | -           | -           | -           | 40     | 13     | 18     | 9      | 32,50      | 7º                 |
| Totale Chievo        | Totale Chievo        | Totale Chievo        | 148        | 50         | 63         | 35         |                 | 13              | 6               | 3               | 4               |                    | -                  | -                  | -                  | -                  |             | -           | -           | -           | -           | 161    | 56     | 66     | 39     | 34,78      |                    |
| 1997-1998            | Fiorentina           | A                    | 34         | 15         | 12         | 7          | CI              | 6               | 3               | 3               | 0               | -                  | -                  | -                  | -                  | -                  | -           | -           | -           | -           | -           | 40     | 18     | 15     | 7      | 45,00      | 5º                 |
| 1998-1999            | Parma                | A                    | 34         | 15         | 10         | 9          | CI              | 10              | 6               | 3               | 1               | CU                 | 11                 | 7                  | 2                  | 2                  | -           | -           | -           | -           | -           | 55     | 28     | 15     | 12     | 50,91      | 4º                 |
| 1999-2000            | Parma                | A                    | 34+1       | 16+0       | 10+0       | 8+1        | CI              | 2               | 0               | 1               | 1               | UCL+CU             | 2+8                | 1+6                | 0+1                | 1+1                | SI          | 1           | 1           | 0           | 0           | 48     | 24     | 12     | 12     | 50,00      | 5º                 |
| 2000-gen. 2001       | Parma                | A                    | 13         | 5          | 3          | 5          | CI              | 4               | 2               | 2               | 0               | CU                 | 6                  | 4                  | 1                  | 1                  | -           | -           | -           | -           | -           | 23     | 11     | 6      | 6      | 47,83      | Eson.              |
| Totale Parma         | Totale Parma         | Totale Parma         | 81+1       | 36+0       | 23+0       | 22+1       |                 | 16              | 8               | 6               | 2               |                    | 27                 | 18                 | 4                  | 5                  |             | 1           | 1           | 0           | 0           | 126    | 63     | 33     | 30     | 50,00      |                    |
| 2001-2002            | Verona               | A                    | 34         | 11         | 6          | 17         | CI              | 2               | 1               | 0               | 1               | -                  | -                  | -                  | -                  | -                  | -           | -           | -           | -           | -           | 36     | 12     | 6      | 18     | 33,33      | 15º (retr.)        |
| 2002-2003            | Verona               | B                    | 38         | 10         | 16         | 12         | CI              | 3               | 1               | 1               | 1               | -                  | -                  | -                  | -                  | -                  | -           | -           | -           | -           | -           | 41     | 11     | 17     | 13     | 26,83      | 13º                |
| Totale Verona        | Totale Verona        | Totale Verona        | 72         | 21         | 22         | 29         |                 | 5               | 2               | 1               | 2               |                    | -                  | -                  | -                  | -                  |             | -           | -           | -           | -           | 77     | 23     | 23     | 31     | 29,87      |                    |
| 2003-mar. 2004       | Modena               | A                    | 26         | 5          | 10         | 11         | CI              | 4               | 1               | 0               | 3               | -                  | -                  | -                  | -                  | -                  | -           | -           | -           | -           | -           | 30     | 6      | 10     | 14     | 20,00      | Eson.              |
| feb.-giu. 2005       | Panathīnaïkos        | AE                   | 12         | 8          | 4          | 0          | CG              | -               | -               | -               | -               | UCL+CU             | 0+1                | 0+0                | 0+0                | 0+1                | -           | -           | -           | -           | -           | 13     | 8      | 4      | 1      | 61,54      | Sub. 2º            |
| 2005-2006            | Panathīnaïkos        | AE                   | 30         | 21         | 4          | 5          | CG              | 1               | 0               | 0               | 1               | UCL                | 8                  | 2                  | 1                  | 5                  | -           | -           | -           | -           | -           | 39     | 23     | 5      | 11     | 58,97      | 2º                 |
| Totale Panathinaikos | Totale Panathinaikos | Totale Panathinaikos | 42         | 29         | 8          | 5          |                 | 1               | 0               | 0               | 1               |                    | 9                  | 2                  | 1                  | 6                  |             | -           | -           | -           | -           | 52     | 31     | 9      | 12     | 59,62      |                    |
| gen.-giu. 2007       | Udinese              | A                    | 19         | 6          | 5          | 8          | CI              | -               | -               | -               | -               | -                  | -                  | -                  | -                  | -                  | -           | -           | -           | -           | -           | 19     | 6      | 5      | 8      | 31,58      | Sub. 10º           |
| nov. 2007-mar. 2008  | Empoli               | A                    | 18         | 4          | 4          | 10         | CI              | 2               | 1               | 0               | 1               | -                  | -                  | -                  | -                  | -                  | -           | -           | -           | -           | -           | 20     | 5      | 4      | 11     | 25,00      | Sub., Eson.        |
| nov. 2009-2010       | Siena                | A                    | 25         | 6          | 7          | 12         | CI              | 1               | 0               | 0               | 1               | -                  | -                  | -                  | -                  | -                  | -           | -           | -           | -           | -           | 26     | 6      | 7      | 13     | 23,08      | Sub. 18º (retr.)   |
| set. 2010-2011       | Bologna              | A                    | 37         | 11         | 11         | 15         | CI              | 3               | 2               | 0               | 1               | -                  | -                  | -                  | -                  | -                  | -           | -           | -           | -           | -           | 40     | 13     | 11     | 16     | 32,50      | Sub. 16º           |
| 2011-apr. 2012       | Genoa                | A                    | 19         | 6          | 5          | 8          | CI              | 2               | 2               | 0               | 0               | -                  | -                  | -                  | -                  | -                  | -           | -           | -           | -           | -           | 21     | 8      | 5      | 8      | 38,10      | Eson., Sub., Eson. |
| feb. 2013            | Palermo              | A                    | 3          | 0          | 3          | 0          | CI              | -               | -               | -               | -               | -                  | -                  | -                  | -                  | -                  | -           | -           | -           | -           | -           | 3      | 0      | 3      | 0      | &0,00      | Sub., Eson.        |
| gen.-mar. 2014       | Sassuolo             | A                    | 5          | 0          | 0          | 5          | CI              | -               | -               | -               | -               | -                  | -                  | -                  | -                  | -                  | -           | -           | -           | -           | -           | 5      | 0      | 0      | 5      | &0,00      | Sub., Eson.        |
| Totale carriera      | Totale carriera      | Totale carriera      | 530        | 189        | 173        | 168        |                 | 53              | 25              | 13              | 15              |                    | 36                 | 20                 | 5                  | 11                 |             | 1           | 1           | 0           | 0           | 620    | 235    | 191    | 194    | 37,90      |                    |

## Palmarès

### Giocatore
- Campionato italiano Serie D: 1

Audace San Michele: 1976-1977 (girone C)

### Allenatore

#### Competizioni nazionali
- Campionato italiano Serie C1: 1

Chievo: 1993-1994
- Coppa Italia: 1

Parma: 1998-1999
- Supercoppa italiana: 1

Parma: 1999

#### Competizioni internazionali
- Coppa UEFA: 1

Parma: 1998-1999